# Trayan Dyankov

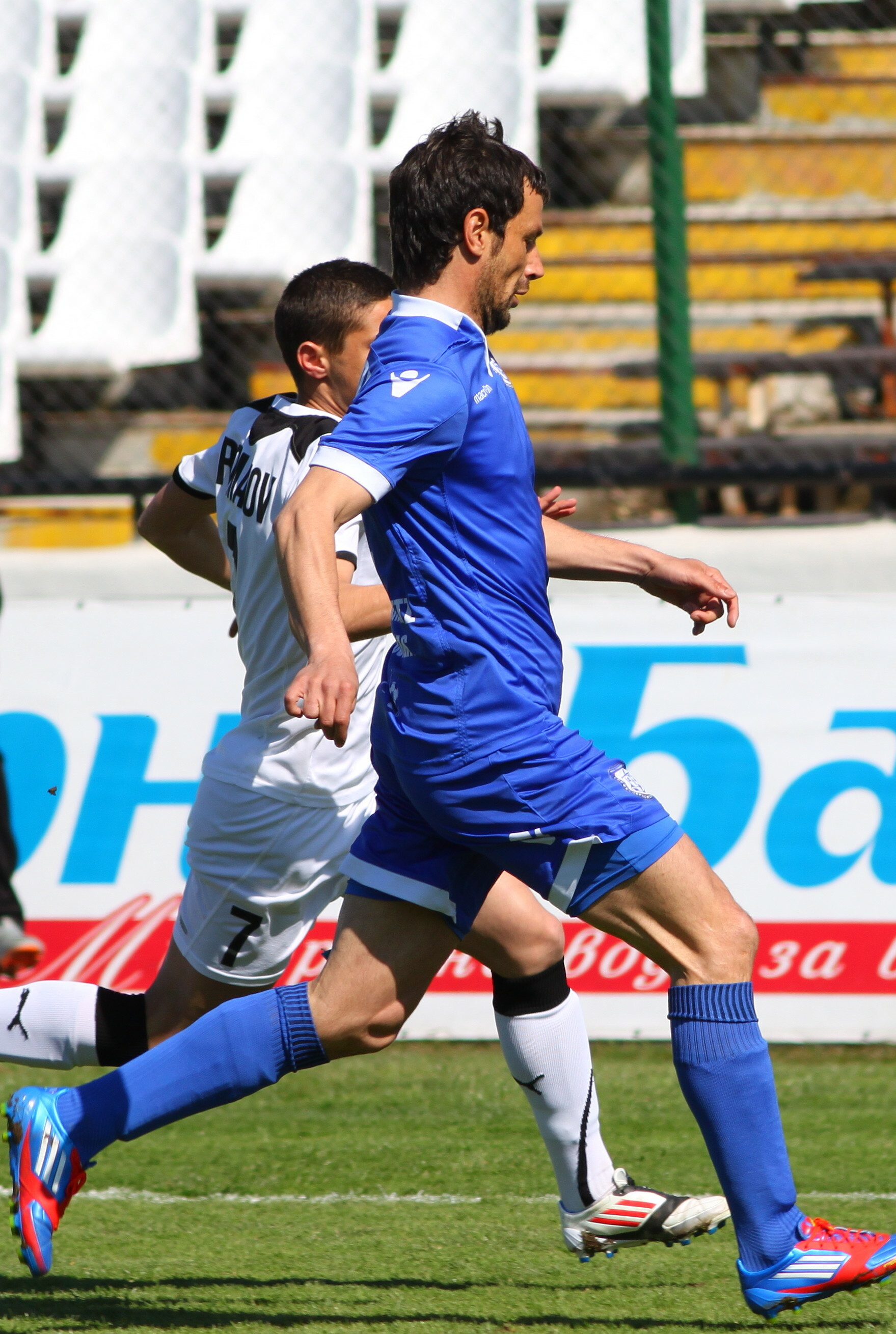
Trayan Dyankov em 2012

Trayan Kolev Dyankov (em búlgaro:  Траян Дянков; Varna, 21 de junho de 1976 – Varna, 1 de agosto de 2016) foi um futebolista búlgaro que atuava como zagueiro e posteriormente treinador do Spartak Varna. Ele era um direito ou zagueiro central, e começou sua carreira nas equipes jovens do Spartak Varna.[carece de fontes?]
Morreu em 1 de agosto de 2016, aos 40 anos, depois de sofrer um ataque cardíaco durante um exercício. 